# Scytodes tenerifensis
Scytodes tenerifensis es una especie de arañas araneomorfas de la familia Scytodidae.

## Distribución geográfica
Es endémica de las Canarias (España).